# 玉廪峰大科峰金鼠瑯摩崖石刻组
玉廪峰、大科峰、金鼠塱摩崖石刻组，位于中国广东省佛山市南海区西樵山，为一组明清石刻。1994年7月5日，列入南海市文物保护单位；2006年，列入佛山市文物保护单位。